# 니시칸바라군

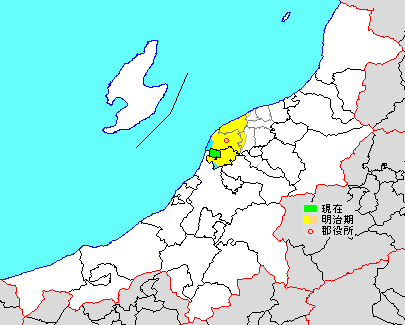
니시칸바라 군의 위치

니시칸바라군(일본어: 西蒲原郡, にしかんばらぐん)은 일본 니가타현의 군이다.
인구 7,275명, 면적 25.17km², 인구밀도 289명/km².(2025년 3월 1일, 추계인구)
이하 1촌으로 구성된다.
- 야히코촌(弥彦村)

군 관공서는 마키촌(1891년 4월 10일에 정으로 승격)에 놓였다.

## 군역
성립 당시의 군역은 현재의 군역을 포함해 현재의 쓰바메시 및 니가타시의 서남부(시나노강 및 나카노쿠치강 서쪽)를 포함하고 있었지만 니가타시가 1889년에 시로 승격한 이후 주변 정촌과의 합병을 거듭하고 쓰바메정과 3개의 촌이 합병, 시로 승격해 군으로부터의 이탈 등으로 군역은 점차 축소했다. 현재 니시칸바라 군에 포함되는 것은 야히코촌뿐이다.
1879년 행정 구역으로 출범할 당시의 군역은 위의 야히코촌 외에 아래의 구역에 해당한다.
- 쓰바메시의 대부분
- 니가타시의 일부
  - 니시구
  - 니시칸구의 대부분
  - 주오구
  - 미나미구의 일부

## 역사
- 1878년 - 군구정촌 편제법과 함께 지금까지의 간바라 군을 기타칸바라군, 나카칸바라군, 히가시칸바라군, 니가타구, 니시칸바라군, 미나미칸바라군의 6개로 분할해 성립하였다.
- 1889년 4월 1일 - 정촌제 시행으로 아래의 정촌이 발족. 따로 적은 곳 외는 현 니가타시.(2정 77촌)

- 가미사카이와촌(上坂井輪村)
- 시모사카이와촌(下坂井輪村)
- 신가이촌(新貝村)
- 신도리촌(新通村)
- 우치노촌(内野村)
- 이카라시하마촌(五十嵐浜村)
- 아카쓰카촌(赤塚村)
- 기야마촌(木山村)
- 가쿠다하마촌(角田浜村)
- 에치젠하마촌(越前浜村)
- 마쓰노오촌(松野尾村)
- 다케노마치촌(竹野町村)
- 니카촌(仁ヶ村)
- 후쿠키오카촌(福木岡村)
- 도지마촌(稲島村)
- 고카하마촌(五ヶ浜村)
- 가쿠미하마촌(角海浜村)
- 이와무로촌(岩室村)
- 이시제촌(石瀬村)
- 후나코시촌(船越村)
- 야히코촌(弥彦村): 현 야히코촌
- 사쿠라이고촌(桜井郷村): 현 야히코촌
- 야하기촌(矢作村): 현 야히코촌, 현 쓰바메시
- 시카촌(四箇村): 현 쓰바메시
- 구가미촌(国上村): 현 쓰바메시
- 나카지마촌(中島村): 현 쓰바메시
- 지조도정(地蔵堂町): 현 쓰바메시
- 아오즈촌(粟生津村): 현 쓰바메시
- 요시다촌(吉田村): 현 쓰바메시
- 고노스촌(鴻ノ巣村): 현 니가타시, 쓰바메시
- 요노즈촌(米納津村): 현 쓰바메시
- 사도야마촌(佐渡山村): 현 쓰바메시, 니가타시
- 우루시야마촌(漆山村)
- 가타나미촌(潟南村)
- 마보리촌(馬堀村)
- 와노촌(和納村)
- 마키촌(巻村)
- 요로이고촌(鎧郷村)
- 니시카와촌(西川村)
- 소네촌(曽根村)
- 마스가타촌(升潟村)
- 나카노코야촌(中野小屋村)
- 가와니시촌(河西村)
- 가네마키촌(金巻村)
- 기바촌(木場村)
- 구로토리촌(黒鳥村)
- 돗파라촌(鳥原村)
- 이타이촌(板井村)
- 아지카타촌(味方村)
- 나나호촌(七穂村)
- 시로네촌(白根村)
- 요코도촌(横戸村)
- 이즈이촌(井随村)
- 시마카타촌(島方村)
- 고노카미촌(五之上村)
- 교와촌(共和村)
- 가타마에촌(潟前村)
- 아키쓰촌(秋津村)
- 마가리도리촌(曲通村)
- 우치고촌(中合村)
- 도조촌(道上村)
- 우치코시촌(打越村)
- 미하리촌(三針村)
- 가나이촌(加奈居村)
- 마쓰나가촌(松長村): 현 쓰바메시
- 고나카가와고촌(小中川郷村): 현 쓰바메시
- 가와마에촌(川前村): 현 쓰바메시
- 미카타사키촌(三方崎村): 현 쓰바메시
- 고요시촌(小吉村)
- 다게노촌(太花野村): 현 쓰바메시
- 히가시오타촌(東太田村): 현 쓰바메시
- 고타카촌(小高村): 현 쓰바메시
- 소마기촌(杣木村): 현 쓰바메시
- 쓰바메정(燕町): 현 쓰바메시
- 고이케촌(小池村): 현 쓰바메시
- 오세키촌(大関村): 현 쓰바메시
- 요코타촌(横田村): 현 쓰바메시
- 구마노모리촌(熊森村): 현 쓰바메시
- 오이스나촌(笈砂村): 현 쓰바메시

- 1891년 4월 10일 - 마키정이 정제 시행으로 마키정(巻町)이 됨.(3정 76촌)
- 1896년 4월 1일 - 산토군 마제촌(間瀬村)의 소속이 니시칸바라군으로 변경.(3정 77촌)
- 1901년 11월 1일 - 아래의 정촌이 신설합병으로 통합되었다.(3정 34촌)

- 사카이와촌(坂井輪村) ← 가미사카이와촌, 시모사카이와촌, 신가이촌, 신도리촌［新通·新通受·高山受·槇尾受·五十嵐受·坂井受·丸潟·向島·築千坊·嘉礼木·玄的］
- 나카노코야촌 ← 나카노코야촌, 가와니시촌, 신도리촌［笠木·高山·槇尾］
- 우치노촌 ← 우치노촌, 이카라시하마촌［五十嵐浜·中浜］
- 아카쓰카촌 ← 아카쓰카촌, 기야마촌［丸山新田·北山新田·木戸新田·谷内新田］, 이카라시하마촌［中権寺］
- 가쿠다촌(角田村) ← 가쿠다하마촌, 에치젠하마촌, 기야마촌［四ツ郷屋］
- 오타촌(太田村) ← 히가시오타촌, 소마기촌, 고타카촌, 다게노촌［桜町·花見］
- 요시다촌 ← 요시다촌, 다게노촌［西太田·治田新田·下中野·法花堂］, 고노스촌［鴻ノ巣］
- 와노촌 ← 와노촌, 고노스촌［本町·原］
- 고이케촌 ← 고이케촌, 오세키촌
- 고나카가와촌(小中川村) ← 가와마에촌, 고나카가와고촌, 미카타사키촌
- 마쓰나가촌 ← 마쓰나가촌, 가나이촌
- 이와무로촌 ← 이와무로촌, 이시제촌, 후나코시촌
- 야히코촌 ← 야히코촌, 사쿠라이고촌, 야하기촌
- 시마카미촌(島上村) ← 오이스나촌, 요코타촌, 구마노모리촌
- 구가미촌 ← 구가미촌, 나카지마촌 시카촌
- 요노즈촌 ← 요노즈촌, 사도야마촌［佐渡山·西槇新田］
- 우루시야마촌 ← 우루시야마촌, 가타나미촌, 마보리촌, 사도야마촌［並木·槇岡村外新田］
- 미네오카촌(峰岡村) ← 후쿠키오카촌, 다케노마치촌, 니카촌, 도지마촌
- 우라하마촌(浦浜村) ← 고카하마촌, 가쿠미하마촌
- 요로이고촌 ← 요로이고촌, 니시카와촌
- 구로사키촌(黒埼村) ← 가네마키촌, 이타이촌, 구로토리촌, 기바촌, 돗파라촌
- 아지카타촌 ← 아지카타촌, 시로네촌, 나나호촌
- 요쓰고촌(四ツ合村) ← 이즈이촌, 시마카타촌, 요코도촌, 고노카미촌
- 오하라촌(大原村) ← 교와촌, 가타마에촌
- 고요시촌 ← 고요시촌, 미하리촌［針ケ曽根］
- 도조촌 ← 도조촌, 우치코시촌, 미하리촌［三ツ門］

- 1906년 4월 1일 - 아키쓰촌·마가리도리촌·우치고촌이 합병하여 쓰키가타촌(月潟村)이 발족.(3정 32촌)
- 1924년 1월 1일 - 요시다촌이 정제 시행으로 요시다정(吉田町)이 됨.(4정 31촌)
- 1927년 10월 1일 - 오타촌이 쓰바메정에 편입.(4정 30촌)
- 1928년 10월 1일 - 우치노촌이 정제 시행으로 우치노정(内野町)이 됨.(5정 29촌)
- 1930년 12월 1일 - 소네촌이 정제 시행으로 소네정(曽根町)이 됨.(6정 28촌)
- 1948년 7월 1일 - 구로사키촌이 나카칸바라군 소노키촌의 일부를 편입.
- 1949년 4월 1일 - 마키정이 우루시야마촌의 일부를 편입.
- 1951년 4월 1일 - 야히코촌의 일부가 요시다정에 편입.
- 1954년
  - 3월 31일 - 쓰바메정·마쓰나가촌·고나카가와촌·고이케촌이 합병하여 쓰바메시(燕市)가 발족, 군에서 이탈.(5정 25촌)
  - 7월 7일 - 고요시촌·도조촌이 쓰바메시의 일부와 합병하여 나카노쿠치촌(中之口村)이 발족.(5정 24촌)
  - 11월 1일 - 사카이와촌이 니가타시에 편입.(5정 23촌)
  - 11월 3일(5정 19촌)
    - 요시다정·요노즈촌·아오즈촌이 합병하여, 새로이 요시다정이 발족.
    - 지조도정·구가미촌·시마카미촌이 합병하여 분스이정(分水町)이 발족.
- 1955년
  - 1월 1일 - 마키정·미네오카촌·우라하마촌·마쓰노오촌·가쿠다촌·우루시야마촌이 합병하여, 새로이 마키정이 발족.(5정 14촌)
  - 3월 31일(5정 11촌)
    - 이와무로촌·마제촌이 합병하여, 새로이 이와무로촌이 발족.
    - 요쓰고촌·오하라촌이 합병하여 가타히가시촌(潟東村)이 발족.
    - 소네정·요로이고촌이 합병하여 니시카와정(西川町)이 발족.

  - 7월 10일 - 니시카와정의 일부가 마키정에 편입.
- 1957년
  - 7월 5일 - 분스이정이 산토군 오코즈촌의 일부를 편입.
  - 7월 15일 - 분스이정의 일부가 요시다정에 편입.
- 1960년
  - 1월 11일 - 우치노정이 니가타시에 편입.(4정 11촌)
  - 1월 20일 - 이와무로촌·와노촌이 합병하여, 새로이 이와무로촌이 발족.(4정 10촌)
  - 4월 1일 - 이와무로촌의 일부가 마키정, 일부가 요시다정에 편입.
- 1961년
  - 6월 1일 - 아카쓰카촌·나카노코야촌이 니가타시에 편입.(4정 8촌)
  - 6월 10일 - 니시카와정·마스가타촌이 합병하여, 새로이 니시카와정이 발족.(4정 7촌)
- 1973년 2월 1일 - 구로사키촌이 정제 시행으로 구로사키정(黒埼町)이 됨.(5정 6촌)
- 2001년 1월 1일 - 구로사키정이 니가타시에 편입.(4정 6촌)
- 2005년
  - 3월 21일 - 니시카와정·아지카타촌·이와무로촌·가타히가시촌·쓰키가타촌·나카노쿠치촌이 니가타시에 편입.(3정 1촌)
  - 10월 10일 - 마키정이 니가타시에 편입.(2정 1촌)
- 2006년 3월 20일 - 분스이정·요시다정이 쓰바메시와 합병하여, 새로이 쓰바메시가 발족.(1촌)

## 같이 보기
- 간바라군
- 나카칸바라군
- 히가시칸바라군
- 미나미칸바라군
- 기타칸바라군